# Andrew McCreadie
Andrew McCreadie (* 19. November 1870 in Girvan; † 4. April 1916 in Calton, Glasgow)  war ein schottischer Fußballspieler. In seiner aktiven Karriere als Spieler gewann er in den 1890er Jahren jeweils einmal die schottische und englische Meisterschaft. Dazu kamen drei Pokalsiege und der Gewinn der British Home Championship mit der schottischen Nationalmannschaft.

## Karriere

### Verein
Andrew McCreadie wurde im Jahr 1870 in Girvan im Südwesten Schottlands geboren. Ab 1890 spielte er für die Glasgow Rangers. In der ersten Saison der Scottish Football League gewannen die Rangers mit McCreadie als Stammspieler die schottische Meisterschaft, die mit dem Punktgleichen FC Dumbarton geteilt wurde. Auch in den folgenden Spielzeiten war er fester Bestandteil des Teams, mit dem er 1894 erstmals den schottischen Pokal für die Rangers gewann. Im Old-Firm-Finale traf sein Bruder Hugh McCreadie beim 3:1-Erfolg gegen Celtic. Obwohl der nur 165 cm große McCreadie auf der Position des Abwehrspielers agierte traf er bis zum Jahr 1894 in vier Spielzeiten in 66 Partien zehnmal.
In der Saison 1894/95 spielte er für den AFC Sunderland. Mit dem Verein aus der gleichnamigen Hafenstadt im Nordosten Englands gewann er die Meisterschaft mit fünf Punkten Vorsprung auf den FC Everton. McCreadie absolvierte dabei 27 Spiele und traf siebenmal.
Bereits nach einem Jahr ging er zurück zu den Rangers, mit denen er 1897 und 1898 zwei weitere Pokalsiege feierte.

### Nationalmannschaft
Andrew McCreadie absolvierte zwei Länderspiele für Schottland. Sein Debüt gab er am 18. März 1893 bei einem 8:0-Auswärtssieg gegen Wales. Ein weiteres Spiel folgte im April 1894 bei einem 2:2 gegen England, welches zum Sieg der British Home Championship verhalf.

## Familie
Sein jüngerer Bruder Hugh McCreadie war ebenfalls als Fußballspieler bei den Glasgow Rangers aktiv.

## Erfolge
mit den Glasgow Rangers
- Schottischer Meister (1): 1891
- Schottischer Pokalsieger (3): 1894, 1897, 1898

mit dem AFC Sunderland
- Englischer Meister (1): 1895

mit Schottland
- British Home Championship (1): 1894